# Stoliczkia khasiensis
Stoliczkia khasiensis är en ormart som beskrevs av Jerdon 1870. Stoliczkia khasiensis ingår i släktet Stoliczkia och familjen snokar. Inga underarter finns listade i Catalogue of Life.
Denna orm är endast känd från ett exemplar som hittades i en bergstrakt i delstaten Meghalaya i Indien. I bergstrakten förekommer gruvdrift. Honor lägger antagligen ägg. Det är inte känt hur arten påverkas. IUCN listar Stoliczkia khasiensis med kunskapsbrist (DD).